# Carevič Dimitrij
Carevič Dimitrij Ivanovič (19. říjnajul./ 29. října 1582greg., Moskva – 15. květnajul./ 25. května 1591greg., Uglič) byl syn cara Ivana Hrozného. 

## Život
Když se po smrti jejich otce stal carem jeho bratr Fjodor I. Ivanovič, byl Dimitrij se svou matkou poslán na do Ugliče, kde zůstal sedm let, načež zde zahynul za dosud nevyjasněných okolností ranou nožem do hrdla. Jeho matka následně obvinila z vraždy Michala Biťagovského, jeho syna Danilu a Nikitu Kačalova, kteří jí měli údajně vykonat z tajného rozkazu Borise Godunova. Ti byli bezprostředně poté rozsápáni rozlíceným davem.

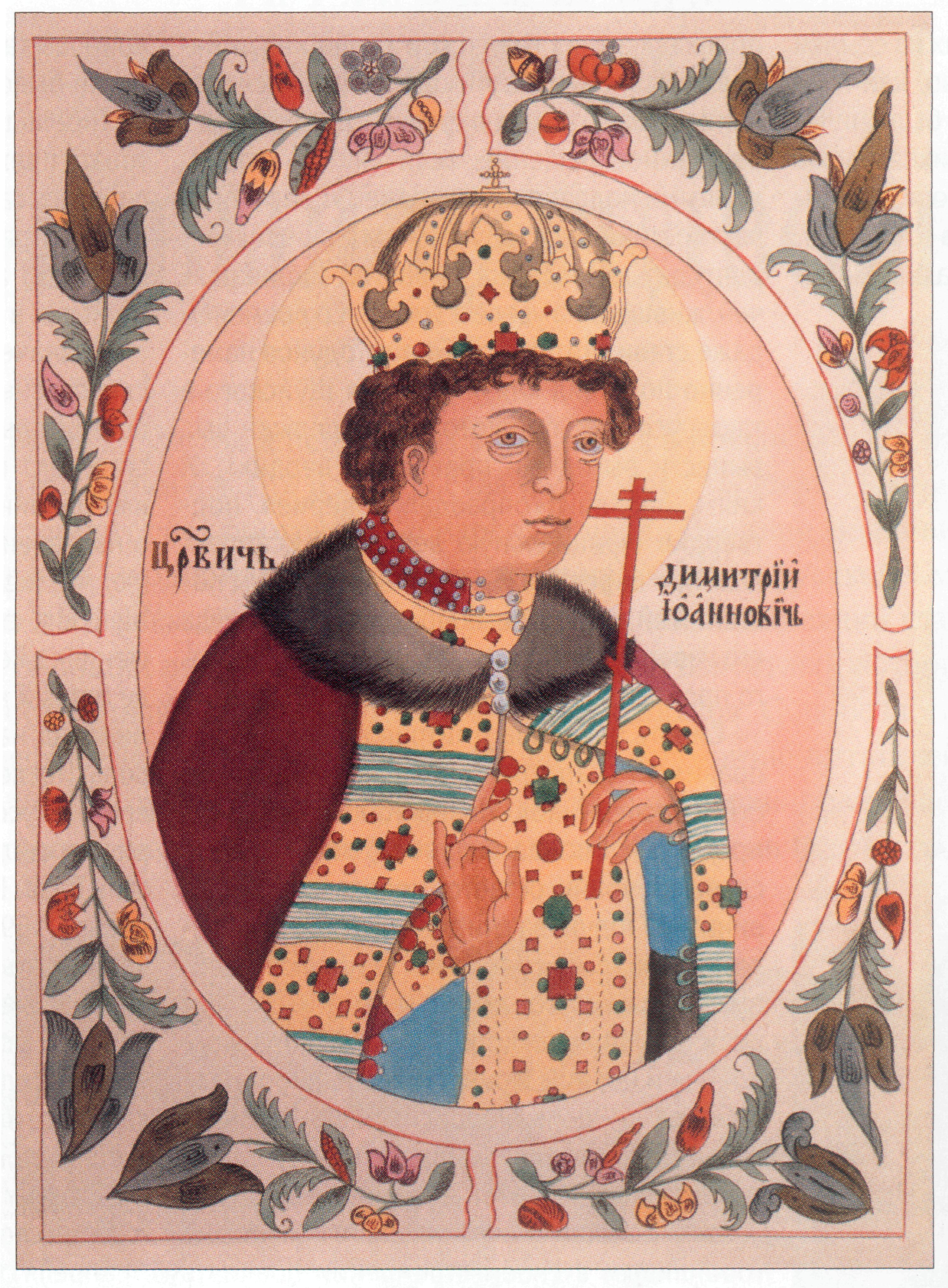
Carevič Dimitrij

Brzy po smrti Dimitrije přijela do Ugliče zvláštní vyšetřovací komise v čele s knížetem Vasilijem Šujským, která nakonec rozhodla, že smrt byla způsobena nešťastnou náhodou: carevič si podle komise zranění přivodil sám při hře s nožem, když ho stihl epileptický záchvat. Podezření, že si vraždu objednal Boris Godunov, však trvá dodnes. 
Pravoslavná církev prohlásila Dimitrije za svatého a ctí jeho památku 15. května jako svatého strastotěrpce. Jeho tělesné ostatky spočívají v chrámu svatého Michala v Moskvě, kam byly z Ugliče přeneseny roku 1606.
Když smrtí cara Fjodora I. vymřela roku 1597 v Rusku dynastie Rurikovců, objevilo se několik samozvanců, kteří o sobě tvrdili, že jsou carevičem Dimitrijem, a domáhali se carského trůnu. Jsou označováni jako Lžidimitrijové.